# Bryodusenia genuflexa
Bryodusenia genuflexa là một loài Rêu trong họ Meteoriaceae. Loài này được (Müll. Hal.) H. Rob. mô tả khoa học đầu tiên năm 1974.